# Chrysichthys nigrodigitatus
Chrysichthys nigrodigitatus és una espècie de peix de la família dels claroteids i de l'ordre dels siluriformes.

## Morfologia
Els mascles poden assolir els 65 cm de llargària total.

## Distribució geogràfica
Es troba a Àfrica: des del Senegal fins a Cabinda (Angola). També és present a Mauritània.